# Ален Робер
Ален Робер (на френски: Alain Robert) е френски екстремен катерач на естествени и изкуствени обекти.
Той се катери без обезопасителни съоръжения и дори без въжета по най-високите сгради. Качвал се е с голи ръце на върха на Айфеловата кула (Париж), „Емпайър Стейт Билдинг“ (Ню Йорк), „Кулите Петронас“ (Куала Лумпур), кулата „Монпарнас“ (Париж) и много други високи сгради. Катерил се е по планини като Френските Алпи.

## Инциденти
През 1982 г. пада 2 пъти от високо разстояние, и двата пъти от 15 метра. Претърпява няколко операции, има счупени китки, пети, нос, ръце, лакът и таз. Получава и удари по главата, които водят до периодични гърчове, вследствие на епилепсия. Оттогава няма други инциденти.

## Семейство
Съпругата му се казва Никол и те имат 3 деца, които тренират заедно с баща си.